# ستوجنگتسه (شهرستان بتوف)
ستوجنگتسه (به لهستانی:  Studzienice) یک روستا در لهستان است که در گمینا ستوجنگتسه واقع شده‌است. ستوجنگتسه ۸۱۶ نفر جمعیت دارد.